# Rue du Bon-Puits
La rue du Bon-Puits est une ancienne rue de Paris, aujourd'hui disparue. Elle était dans l'ancien 12e arrondissement (actuel 5e arrondissement) et a disparu lors du percement de la rue des Écoles.
Elle ne doit pas être confondue avec l'actuelle rue de Torcy, nommée « rue du Bon-Puits » avant 1867.

## Situation
La rue appartenait juste avant la Révolution française à la paroisse Saint-Étienne-du-Mont. Pendant la Révolution, la rue fait partie de la section des Sans-Culottes qui devient le quartier du Jardin-au-Roi lors de la création de l'ancien 12e arrondissement en 1795. 
Cette rue commençait rue Saint-Victor et finissait rue Traversine (disparue lors de la création de la rue des Écoles). Avant la fin du XVIIe siècle, la rue se prolongeait jusqu'à la rue Clopin. La rue est fermée en 1680 et la partie au sud de la rue Traversine devient l'impasse ou le cul-de-sac du Bon-Puits.
Les numéros de la rue étaient noirs. Le dernier numéro impair était le no 21 et le dernier numéro pair était le no 20.

## Origine du nom
La rue doit son nom à la présence d'un puits public.

## Historique
La rue commence à être bâtie vers 1230. En 1250, elle prend le nom de « rue du Bon-Puits ». Elle est citée dans Le Dit des rues de Paris de Guillot de Paris sous la forme « rue du Bon-Puis ».
En 1540, on la trouve sous le nom de « rue de Fortune » puis elle reprend son nom initial « rue du Bon-Puits ». 
Elle est citée sous le nom de « rue du Bon puis » dans un manuscrit de 1636.
En 1855, dans le cadre des transformations de Paris sous le Second Empire, sont déclarées d'utilité publique la régularisation et le prolongement de la rue des Écoles jusqu'au carrefour formé par les rues Saint Victor, des Fossés-Saint-Bernard, des Fossés-Saint-Victor (partie de l'actuelle rue du Cardinal-Lemoine) et du Cardinal-Lemoine. La création de cette rue provoque la suppression de la rue. En 1858, est prévue l'ouverture de la rue Monge qui passe également à l'emplacement de la rue du Bon-Puits,.
Le plan parcellaire des propriétés à exproprier pour l’ouverture du prolongement de la rue des Écoles et de la rue Monge est arrêté le 15 novembre 1865. L’essentiel des démolitions est effectué de juillet à septembre 1866.
Le 1, rue Saint-Victor, les 8 et 9, rue des Écoles ont été construits à son emplacement. Le square Paul-Langevin a également été aménagé sur ce site.